# パコ・セダーノ
パコ・セダーノ（Paco Sedano）ことフランシスコ・セダーノ・アントリン（Francisco Sedano Antolín, 1979年12月2日 - ）は、スペイン・マドリード出身のフットサル選手。ポジションはゴールキーパー。フットサルスペイン代表。

## 経歴
フットサルスペイン代表としては、2004年にFIFAフットサルワールドカップで優勝し、2005年と2016年にUEFAフットサル選手権で優勝した。2005年にはアンブロフットサルアワードの世界最優秀ゴールキーパー賞を受賞した。

## 所属クラブ
- 1998-1999  コスラーダFS
- 1999-2007  FSモストレス
- 2007-2018  FCバルセロナ

## タイトル

### クラブ
- FSモストレス
セグンダ・ディビシオン (1) : 1999-2000

- FCバルセロナ
プリメーラ・ディビシオン (3) : 2010-11, 2011-12, 2012-13
コパ・デル・レイ (3) : 2010-11, 2011-12, 2012-13
UEFAフットサルカップ (1) :  2011-12

### 代表
- スペイン代表
UEFAフットサル選手権 (2) :  2005, 2016
FIFAフットサルワールドカップ (1) : 2004